# Rune Høydahl
Rune Christopher Høydahl (nascido em 10 de dezembro de 1969) é um ex-ciclista norueguês que competia no ciclismo de montanha. Venceu onze corridas da Copa do Mundo e três vezes ficou em segundo lugar no geral. Além de John Tomac, Høydahl é o único ciclista com vitórias da Copa do Mundo, tanto downhill e cross-country.
Em 1995, Høydahl venceu cinco corridas consecutivas da Copa do Mundo. Representou Noruega disputando as Olimpíadas de Atlanta 1996 e Sydney 2000. Além disso, venceu o Norseman Xtreme Triathlon em 2004 após ter se aposentado. É atual capitão de sua própria equipe profissional de MTB - Team Etto/Høydahl. Høydahl mora em Sande, 20 km ao sul de Drammen, onde nasceu.